# Coleoxestia nigripes
Espèce
Coleoxestia nigripes est une espèce de coléoptères de la famille des Cerambycidae.